# Slaap (rust)

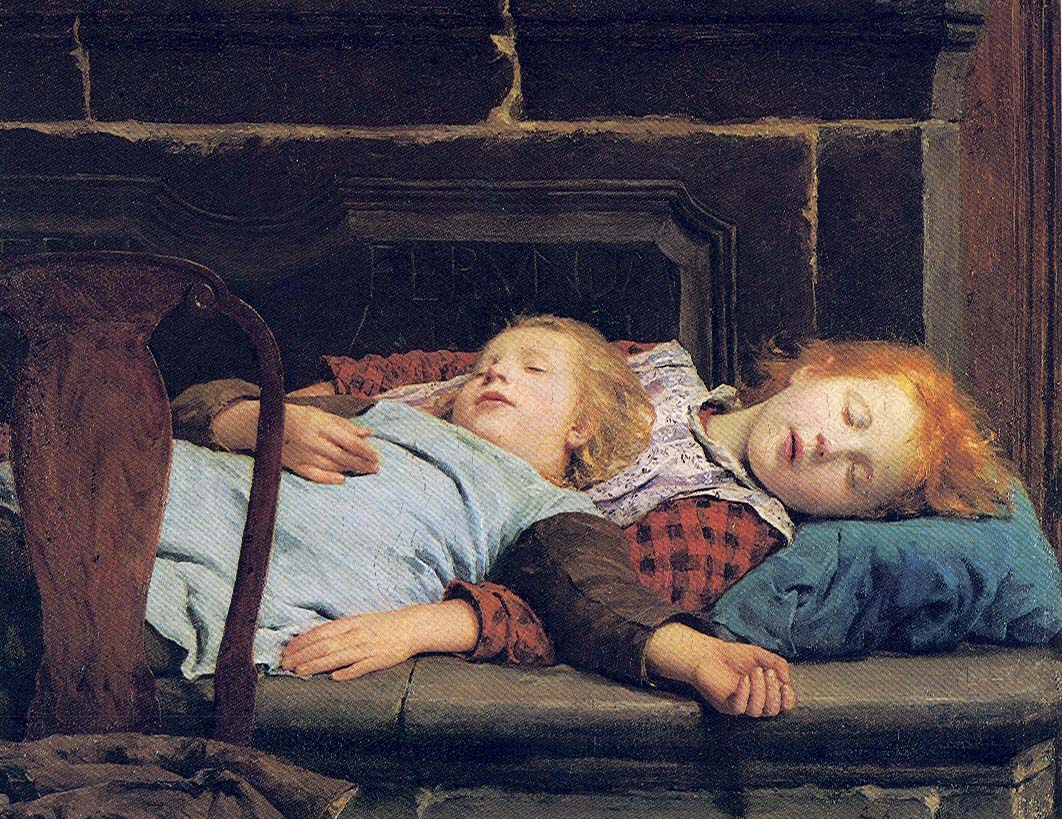
Auf dem Ofen 1895 door Albert Anker
Slapende kinderen

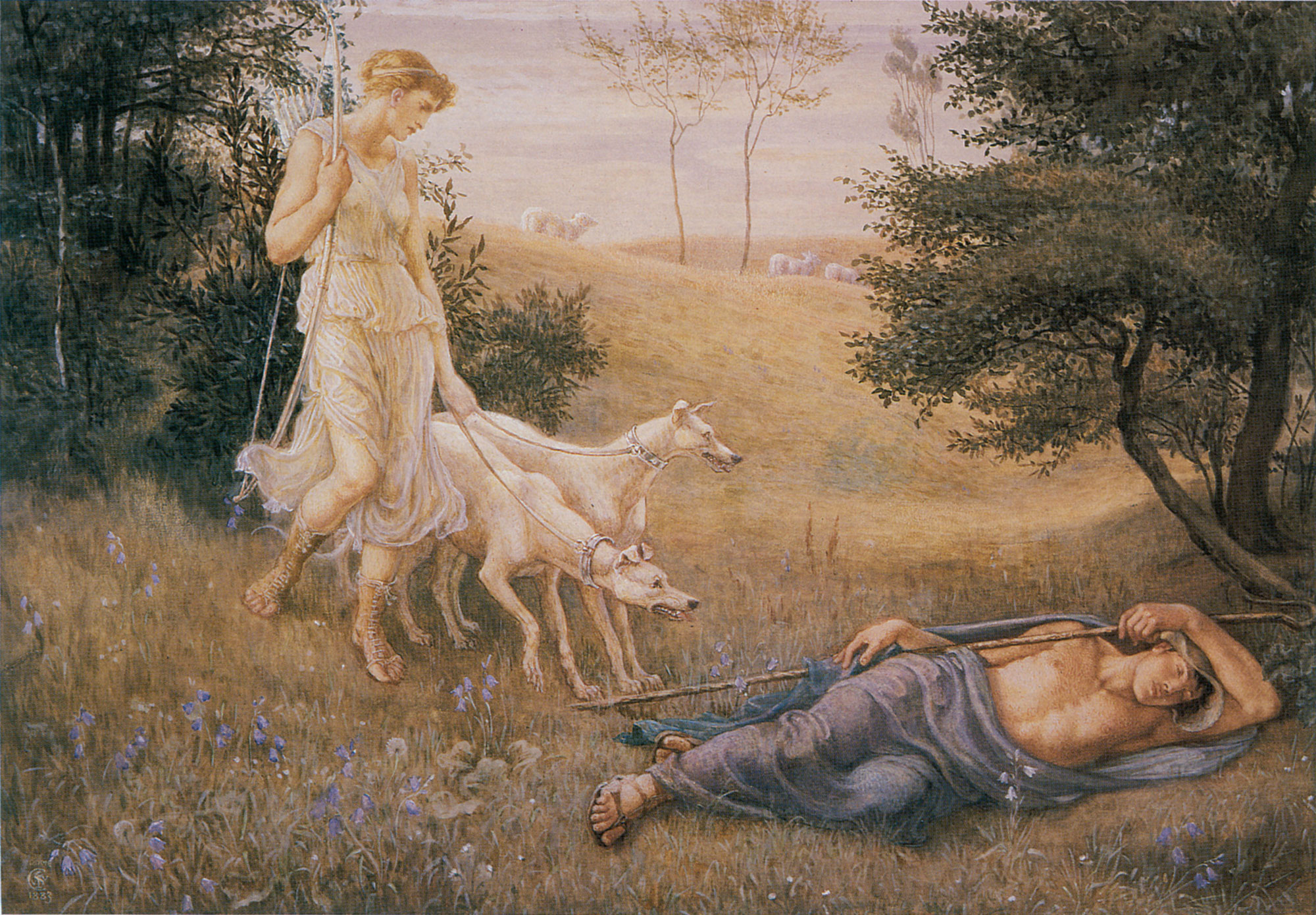
Diana en Endymion; Endymion is de personificatie van slaap, Walter Crane, 1883

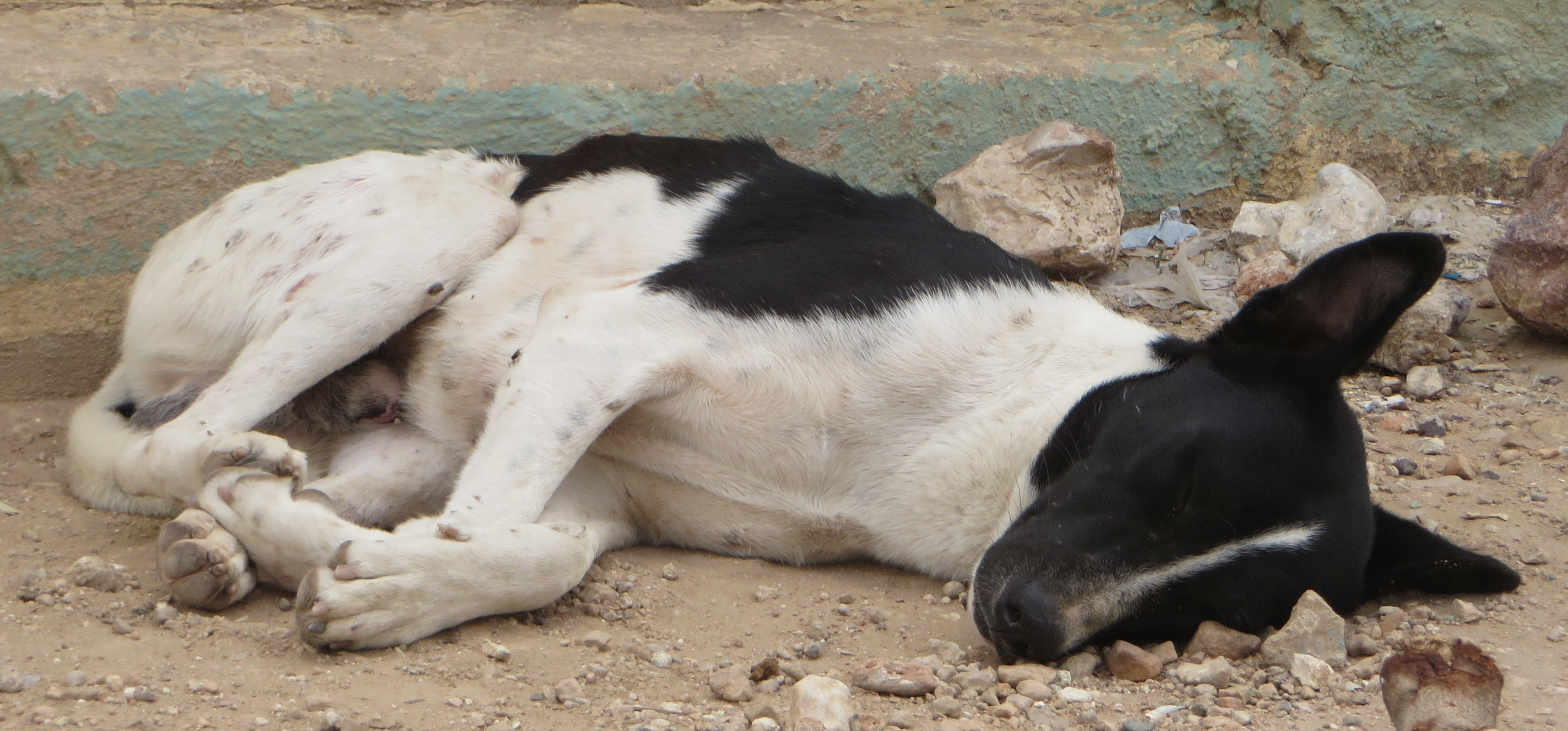
Slapende straathond, Hargeysa, Somaliland, 2019

Slaap is de periode van inactiviteit en afwezigheid van wakend bewustzijn, waarbij het lichaam tot rust komt. De slaap-waakritmiek wordt bij mensen en dieren geregeld door gebieden in de hersenstam en de hypothalamus. Slaap wordt gekenmerkt door subjectieve kenmerken (goed, slecht, diep, ondiep), het patroon van perioden van slapen en waken binnen 24 uur, en fysiologische kenmerken (slaapfases, zie verder).
Een veel voorkomende gedachte is dat, wanneer men slaapt, bewustzijn volledig afwezig is. Dit is niet het geval. Bewustzijn verandert als het ware van 'staat'.

## Slaapbehoefte en subjectieve kenmerken
Er bestaat geen vaste norm voor het aantal uren slaap dat iemand nodig heeft. Er zijn korte slapers die aan 5 uur slaap per dag genoeg hebben en slapers die zich na 10 uur slaap nog niet uitgerust voelen. De beste subjectieve index van goed of slecht slapen is hoe iemand zich voelt op de volgende dag. Gezonde volwassenen wordt aangeraden om 7-9 uur te slapen. Iemand die zich overdag moe of niet uitgerust voelt, heeft waarschijnlijk niet voldoende slaap of juist te veel slaap gehad.

### Slaapbehoefte en leeftijd
De tijd die een mens gemiddeld slaapt (of slaapbehoefte), hangt niet alleen af van de persoonlijke behoefte maar wordt ook beïnvloed door leeftijd (zie tabel). Baby’s slapen ongeveer 14 tot 18 uur. Deze tijdsduur neemt dan geleidelijk af tot de jongvolwassene fase. Tijdens de puberteit is er overigens een tijdelijke toename van de slaapbehoefte. Op oudere leeftijd neemt de duur van de nachtslaap vaak af maar neemt de dagslaap toe, in de vorm van dutjes. Er is dan nog nauwelijks verschil in de totale hoeveelheid slaap, opgeteld over de 24 uur.
Er zijn nog meer verschillen. Hoe diep een mens slaapt is ook afhankelijk van zijn leeftijd. Kinderen slapen dieper dan volwassenen. Vooral in het begin van de nacht. Vanaf ongeveer het veertigste levensjaar wordt de diepe slaapfase geleidelijk steeds korter. Ouderen slapen minder diep en de slaap is meer gefragmenteerd: men wordt vaker wakker. Bij ouderen is er minder diepe slaap en minder remslaap.
| Leeftijd en conditie   | Gemiddeld aantal uren slaap per etmaal |
| ---------------------- | -------------------------------------- |
| Pasgeborene            | tot 18 uur                             |
| 1–12 maanden           | 14–18 uur                              |
| 1–3 jaar               | 12–15 uur                              |
| 3–5 jaar               | 11–13 uur                              |
| 5–12 jaar              | 8-9 uur                                |
| Adolescenten           | 9-10 uur                               |
| Volwassenen en ouderen | 7–8 uur                                |
| Zwangere vrouwen       | 8(+) uur                               |

## Slaappatroon
Het slaappatroon van mensen en dieren wordt bepaald door de momenten van inslapen en wakker worden in een periode van 24 uur (de dag en nacht cyclus). Van belang daarbij zijn: de totale slaapduur, en de slaap-episodes binnen de periode van 24 uur. Een rat slaapt bijvoorbeeld 12 uur in 120 perioden met een gemiddelde duur van 6 minuten. Hiervan valt 40% in de nacht en 60% overdag. Een jong volwassen mens slaapt 7-8 uur, met een enkele episode van 7-8 uur in de nacht. Uit onderzoek van de University of Cambridge uit 2001 en Stanford University uit 1993 maakt het niet uit wanneer deze 8 uur slaap plaatsvinden, zolang deze maar achter elkaar zijn en met regelmaat (iedere dag dezelfde periode van 8 uur). Sommige dieren houden een winterslaap of hibernatie.

## Slaapfases
De slaap valt onder te verdelen in verschillende slaapfases, waarvan de remslaap (Rapid Eye Movement) de bekendste is. De indeling van de verschillende slaapfases wordt gemaakt op basis van het elektro-encefalogram (EEG), het elektromyogram (EMG) en het elektro-oculogram (EOG). Zij worden soms weergegeven in een hypnogram: een grafiek waarin de tijd doorgebracht in verschillende slaapfasen gedurende de nacht wordt weergegeven. Het EEG geeft de activiteit van de hersenen in een grafiek weer waarbij grote, langzame, uitslagen er op duiden dat grote groepen hersencellen tegelijkertijd vuren (gesynchroniseerde activiteit). Korte en kleine uitslagen op het EEG duiden daarentegen op niet-synchrone hersenactiviteit. In het algemeen laat het EEG een meer synchrone hersenactiviteit zien wanneer men in rust is en meer gedesynchroniseerde activiteit wanneer men zich inspant of concentreert. Het EOG geeft de activiteit van de oogspieren weer, waarbij zichtbaar is hoe vaak de ogen bewogen worden en in welke richting. Het EMG wordt gevormd op basis van de algemene spierbewegingen.

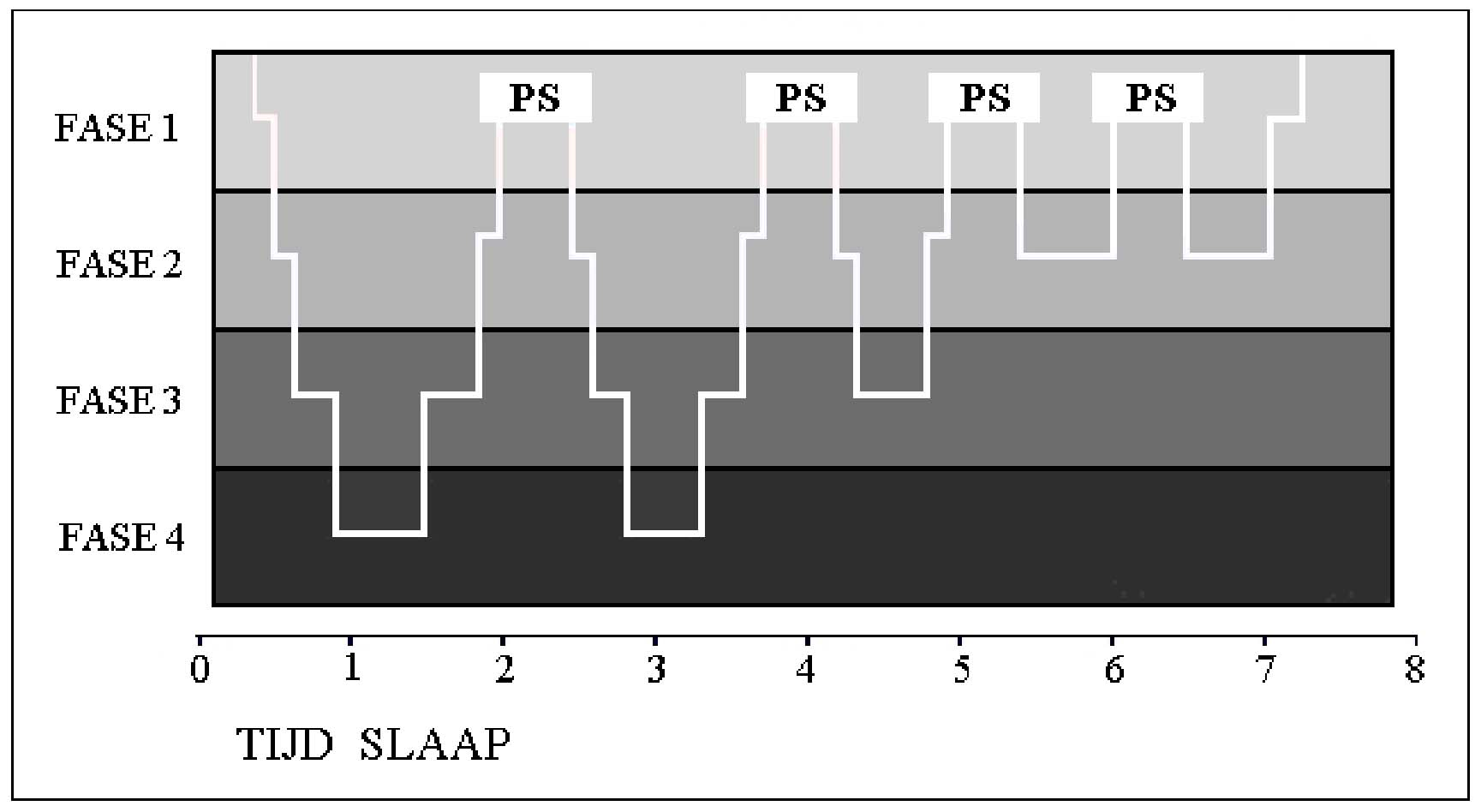
Hypnogram van een typische slaapcyclus: Fase 2-4 non-remslaap, PS= paradoxale slaap of remslaap

Het meest algemene onderscheid dat gemaakt wordt tussen de verschillende slaapfases is de remslaap en de non-remslaap. In de non-remslaap laat het EEG langzame golfbewegingen zien met frequenties van 4-13 hertz, zijn de spieren verslapt en maken de ogen langzaam rollende bewegingen. Incidenteel kunnen korte afwijkingen op het EEG optreden tijdens deze slaapfase, zoals plotselinge, hoogfrequente uitslagen, de zogenaamde slaapspoelen, alsmede een enkele grote uitslag die K-complexen genoemd worden. Tijdens de remslaap laat het EOG veel bewegingsactiviteit van de ogen zien en wordt op het EEG een zeer gedesynchroniseerde hersenactiviteit waargenomen, hetgeen verrassend genoeg overeenkomt met het soort EEG-activiteit van wakkere, alerte of geconcentreerde personen. Hierom wordt deze slaapfase ook wel paradoxale slaap genoemd.

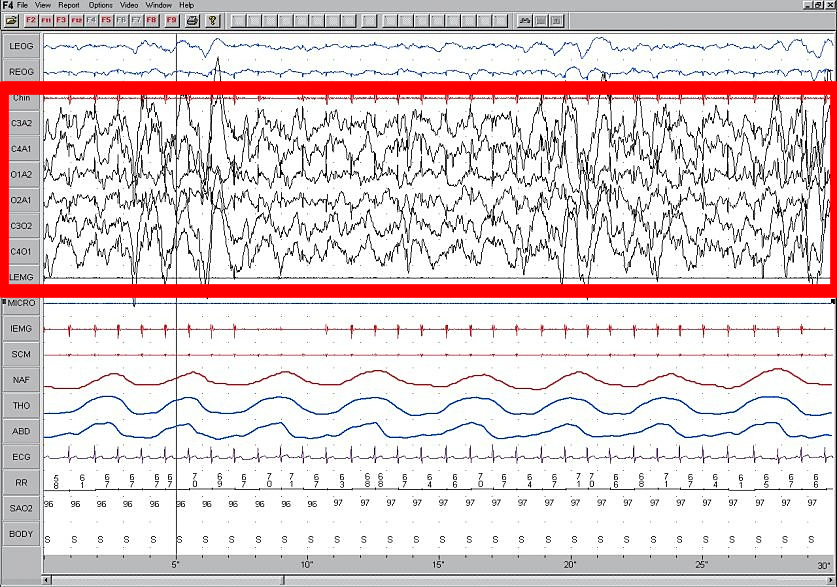
Rood-kader: langzame hoog-gevolteerde EEG golven tijdens de non-REM slaap

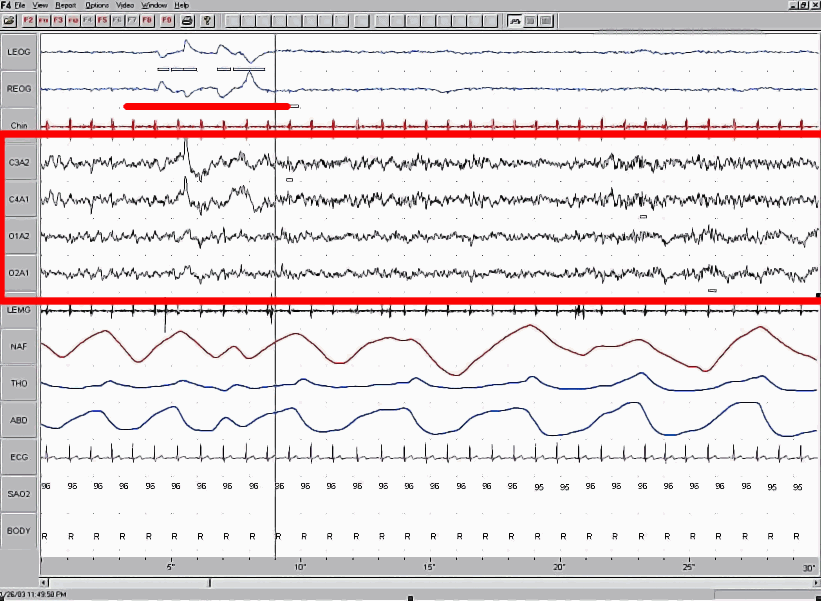
Snelle laag-gevolteerde EEG golven tijdens de REM slaap: rode streep bovenaan: oogbewegingen

Binnen de non-remslaap worden weer vier verschillende slaapfasen onderscheiden aan de hand van de frequenties van de uitslagen op het EEG, waarbij fase 1 non-remslaap met de hoogst frequente en fase 4 non-remslaap de laagst frequente EEG-golven gepaard gaat. Fase drie en vier van de non-remslaap worden gezamenlijk ook wel de trage-golf-slaap of diepe slaap genoemd. Tijdens de diepe slaap (non-remslaap dus) worden mensen lastig wakker, in de remslaap gaat dat veel gemakkelijker. Verder merken mensen die tijdens de non-remslaap gewekt worden, in de meeste gevallen niet of nauwelijks te hebben gedroomd, terwijl mensen die tijdens de remslaap gewekt worden vrijwel altijd aangeven te hebben gedroomd. In alle fases is er sprake van dromen, echter tijdens de remslaap zijn deze dromen levendiger.
Tijdens de nacht worden er normaliter ongeveer vier of vijf cycli van afwisselend remslaap en non-remslaap doorlopen. Aan het begin van de nacht is er sprake van relatief veel diepe slaap en aan het einde van de nachtrust is er sprake van relatief meer remslaap.

## Slaap en hersenen
Aparte gebieden in de hersenstam controleren de toestand van waken en slapen. Tijdens de waaktoestand zijn vooral kernen in de hersenstam actief die de arousal reguleren. Drie belangrijke kernen zijn de locus caeruleus, de nuclei raphes, en kernen gelegen in o.a. de pons. Deze produceren respectievelijk de neurotranmitters noradrenaline, serotonine en acetylcholine. Deze systemen houden onze hersenen als het ware wakker. Tijdens de waakstoestand neemt de concentratie van stoffen in de hersenen toe die de arousal afremmen en daardoor de slaaptoestand kunnen uitlokken. Een voorbeeld is de stof adenosine. Voor de slaaptoestand blijkt een kerngebied vlak vóór de hypothalamus van belang te zijn. Dit kerngebied, de nucleus praeopticus ventrolateralis, is vooral actief bij het in slaap vallen. De werking berust vermoedelijk op inhibitie (afremming) van de eerder genoemde kerngebieden die de arousal reguleren. Vooral de slowwave sleep of diepe slaap blijkt van het mechanisme van de nucleus praeopticus ventrolateralis afhankelijk te zijn. De remslaap wordt door een ander gebied in de pons geregeld, dat verbindingen heeft met de thalamus en occipitale cortex.

## Slaapstoornissen
Ongeveer 30% van de bevolking heeft (tijdelijk of permanent) last van slaapstoornissen of insomnie. Mensen met slaapstoornissen hebben ook vaker last van depressies. Slecht slapen kan soms samenhangen met een overmatig gebruik van slaappillen. Soms kan een slaapstoornis het gevolg zijn van de ademhalingsstoornis slaapapneu. Allerlei factoren zoals pijn, stress, een hoge omgevingstemperatuur, lawaai, een onbekende omgeving of stimulerende stoffen zoals cafeïne kunnen de slaap verstoren. Dit geldt ook voor roken en gebruik van alcohol.

## Theorieën over het nut van slapen
Het is nog niet echt wetenschappelijk duidelijk waarom slaap bestaat. Het is tenslotte uiterst eigenaardig dat dieren in een zeer kwetsbare toestand gaan, quasi volledig ten prooi aan de elementen of roofdieren. Er bestaan wel verschillende theorieën over. Hieronder staan enkele van de meer waarschijnlijke beschreven:

### Herstel van hersenen en lichaam
Eén theorie is dat slapen een manier is om het lichaam en vooral de hersenen te laten herstellen van de inspanningen van de vorige dag.
Tijdens het grootste deel van de slaap (tijdens de periodes van niet-remslaap) werken de neuronen (hersencellen) in mindere mate, waardoor ze de kans krijgen te herstellen van de schade die is aangericht door vrije radicalen. Dit wordt verondersteld omdat grotere dieren een lager metabolisme hebben dan kleine dieren en dus minder vrije radicalen, daardoor hoeven ze minder te herstellen en dus minder te slapen. Een volwassen mens slaapt gemiddeld zeven tot negen uur per etmaal.
Volgens een onderzoek van de Boston University waarvan de bevindingen werden gepubliceerd in Science, zou tijdens de slaap cerebrospinale vloeistof (CSF) de hersenen binnenstromen, die de hersenen zou "wassen" in ritmische, pulserende golven.

### Behoud van energie
De oorspronkelijke functie van slaap zou volgens de evolutietheorie zijn: het behoud van energie als voedsel schaars is. Zo opgevat is slaap gelijk aan hibernatie of winterslaap. Door de afname van lichaamsfuncties als frequentie van hartslag en ademhaling en daling van de lichaamstemperatuur wordt geen energie verspild.

### Consolidatie van geheugen en leren
Slaap is mogelijk een manier om het leren beter te laten verlopen. Er zijn aanwijzingen dat er een samenhang bestaat tussen verschillende soorten leren en slaap. Men spreekt ook wel van de rol van slaap op consolidatie van het geheugen. Zo blijken proefpersonen die een bepaalde taak leren, het geleerde gedrag veel beter uit te voeren wanneer zij in de periode tussen het leren en de test geslapen hebben dan wanneer zij wakker bleven. Ten slotte is het idee dat leren en slaap met elkaar verband houden consistent met het gegeven dat jonge kinderen die veel moeten leren een groter deel van de dag slapen dan ouderen, voor wie leren een veel minder belangrijke rol speelt.
Daarnaast zijn er bewijzen dat specifieke activiteit van de hersenen die tijdens het leren plaats heeft, gedurende de slaap herhaald wordt. Ook zijn er aanwijzingen dat verschillende componenten van het EEG, zoals de slaapspoelen, samenhangen met de hoeveelheid leren die plaats gehad heeft voorafgaand aan de slaap, bij zowel mens als dier. Er bestaat echter nog verschil van mening over welke rol slaapstadia als remslaap en non-remslaap (slowwavesleep) spelen bij processen als consolidatie en versterken van neurale verbindingen in hippocampus en cortex.

#### Kritiek op verbanden tussen slaap en leren
Ondanks deze aanwijzingen blijft kritiek mogelijk op onderzoek dat aantoont dat slaap het leren bevordert. Zo is in veel van het genoemde onderzoek slaapdeprivatie toegepast. De slechtere leerresultaten in de experimentele groep die aan slaapdeprivatie onderhevig geweest is, kunnen mogelijk ook toegeschreven worden aan negatieve (aspecifieke) effecten zoals concentratieverlies door slaaptekort op de geheugen- of leerprestatie (zie ook J.M. Siegel). Ook is het mogelijk dat de experimentele groep die wakker is voorafgaand aan een leertaak meer last heeft van interferende informatie dan de groep die geslapen heeft. Verder zijn veel van de fysiologische onderzoeken naar de relatie tussen leren en slaap, gebaseerd op experimentele studies die met dieren zijn uitgevoerd. Het is maar de vraag of resultaten uit dergelijk onderzoek zich laat generaliseren naar de menselijke populatie. Er is met name veel kritiek geuit op de hypothese dat de slaap leren bevordert door Vertes en Eastman.

#### Samengevat
De vraag in hoeverre slaap het leren en geheugen bevordert, vergt nog verder onderzoek. Met name bestaat er onduidelijkheid over de vraag welke vorm van geheugen nu precies tijdens slaap wordt geconsolideerd, en tijdens welk slaapstadium geheugenconsolidatie optreedt.

### Truc van Edison
Van Thomas Edison wordt gezegd dat hij, als hij een probleem niet kon oplossen, een dutje ging doen in zijn leunstoel, met in zijn hand een stalen bal. Als hij wegdommelde en zijn spieren verslapten, viel de bal op de grond en schrok de uitvinder wakker. Op dat moment was hij in staat om zijn denken een "boost" te geven in de richting van de oplossing van zijn probleem. Ook de schilder Salvador Dali zou deze truc hebben gebruikt om tot nieuwe creatieve wegen te komen.
De "truc van Edison" is honderd jaar later wetenschappelijk onderzocht. Ruim honderd proefpersonen die gemakkelijk in slaap vielen, kregen een probleem op te lossen. Als ze er niet uit kwamen, konden ze in een verduisterde kamer een dutje gaan doen, in dit geval met een plastic fles in de hand. Als ze werden gewekt door het vallen van de fles, kon een significant aantal van hen vanuit een nieuwe invalshoek het probleem aanvatten.

## Slaaptekort
Bij de meeste mensen heeft slaaptekort een negatief effect op het concentratie- en reactievermogen op de dag erna. Tekort aan slaap draagt bij tot mentale vermoeidheid, vergeetachtigheid en slechte stemming. Langdurig tekort aan slaap verstoort zowel het lichamelijk en psychisch functioneren en kan daardoor tot gevaarlijke omstandigheden leiden. Te denken valt aan verkeersongevallen als gevolg van het in slaap vallen van de bestuurder. Slaaptekort kan worden opgevangen door slaapschuld. Slaapschuld is dat het lichaam te weinig slaap registreert en het de volgende nacht met 1/3 wil inhalen, waardoor het lichaam weer uitgerust is. Wanneer een persoon nacht na nacht te weinig slaap heeft gehad en het niet inhaalt, is dit het gevolg: langdurige slaapdeprivatie, waardoor kortdurende verstoringen van het bewustzijn optreden, ook wel aangeduid als microslaap. Slaapdeprivatie heeft soms een positief effect op depressiviteit. Het effect blijkt echter van korte duur en is het duidelijkst op de dag na een enkele nacht niet slapen.

### Schaapjes tellen
Een populair advies aan personen die slecht in slaap kunnen komen, is om schaapjes te tellen. Uit onderzoek blijkt dat dit een averechts effect heeft. Onderzoekers van de Universiteit van Oxford concludeerden in 2002 dat 'schaapjestellers' er langer over deden om in slaap te komen dan gemiddeld.

## Bewegingen tijdens slaap
Gezond slapen vereist beweging tijdens de slaap. Tijdens de slaap wisselen we minstens acht keer van lichaamshouding. Een onrustige slaper doet dit zelfs gemiddeld zo'n dertig keer per nacht. Een volwassene weet uit ervaring in zijn slaap rekening te houden met de beperkingen van zijn eigen bed. Als we tijdens de slaap eerst de ene kant op draaien, weten we onbewust dat we de volgende keer de andere kant op moeten draaien. Een jong kind mist deze ervaring. Kinderen tot vijf jaar draaien daarom soms twee keer achter elkaar dezelfde kant op en vallen dus eerder uit bed. Volwassenen slapen over het algemeen ook rustiger dan kinderen.

## Slapen en dag-nachtritme
De nucleus suprachiasmaticus, gelegen boven het chiasma opticum, reguleert slaap door middel van lichtinval. Bij normale lichtintensiteit wordt er via deze hersenkern minder melatonine afgegeven en wordt slaap geremd. Vandaar dat ons slaap-waakritme gepaard gaat met een dag-nachtritme. Als deze externe stimulus wegvalt wordt het normale slaappatroon ontregeld.

## Slaappatronen
Er bestaat monofasische slaap en polyfasische slaap. Er worden 4 verschillende soorten polyfasische slaap beschreven: bifasisch, everyman, dymaxion en uberman.

Monofasische slaap
Uberman
Everyman
Dymaxion
Bifasisch